# 松井天狗堂

松井天狗堂（京都市下京区）

松井天狗堂（まついてんぐどう）は、京都市下京区木屋町正面下に工房を置いていたかるたの製造卸販売の老舗企業。2010年閉店。

## 概要
1905年（明治38年）、松井和三郎が、大阪にかるた製造者として松井天狗堂を開業。遅れて、1906年（明治39年）、実兄の松井重次郎が京都に松井天狗堂を開業した。1936年（昭和11年）重次郎が64歳で死去。戦前には大連市常盤町2（連鎖街心斎橋通り）に出張所があった。
1945年（昭和20年）二代目・松井壮三郎が42歳で死去。その3年後に長男だった重夫が跡を継いだ。
1975年（昭和50年）オイルショックによって生産減滅の事態に直面した三代目・松井重夫は、油紙に型を彫り、染料をニカワと澱粉糊で練り合わせ、丸刷毛で刷り込む江戸時代そのままの手法により、表絵を手摺りで色彩する花札製作を復活させる（昭和25年以降、手摺りによる製作は途絶えていた）。一時期、日本で唯一の手摺り花かるたの製造元となる。また、株札などのいわゆる「地方札」、百人一首、道才かるた、ウンスンカルタの製造販売も行っていた。
2009年（平成21年）職人の高齢化や後継者不在などを理由に製造中止、2010年（平成22年）8月に閉店した。その後も手摺りの手法を継承させるべく、かつてのライバル企業の大石天狗堂に技術協力していたが、2016年（平成28年）12月5日に三代目・松井重夫が85歳で死去し後継者が途絶えた。
かるた専門店による店頭・ネット販売でも在庫は残っておらず、極めて入手困難な状態のため、ネットオークションで高値で取り引きされている。

## 製品
- 手摺り 花かるた 鳳凰 ※手摺り1級品（白地（鳥の子／奉書紙）／金地，赤裏／黒裏／上絵入金色裏／銀色裏，通常／大判／小花，ゴミ入／古歌入／仁木伴山画＜新柄＞／創業百年特製・手漉和紙仕上（※限定350個）／襖絵風）※新柄にはパステル調がある
- 手摺り 花かるた 菊華 ※手摺り2級品
- 手摺り 花かるた 敷島 ※「奥野かるた店」向けのブランドで、鳳凰（金地，古歌入）と同等品
- 手摺り 花かるた 遊 ※通常版と小花の中間サイズ（白地／金地，赤裏／黒裏）
- 手摺り うんすんかるた ※印刷と手摺り併用（白地／金地，赤裏／黒裏／金裏，新柄／旧柄）
- 手刷り 道才かるた ※印刷と手摺り併用 （通常用／練習用，赤黒裏／金銀裏）
- 手摺り 小倉百人一首 （字有／字無，白地／金地，赤黒裏／金銀裏）仁木伴山画
- 花かるた 牡丹 ※印刷（日本骨牌製）1級品（赤裏／黒裏）
- 花かるた 三光 ※印刷（日本骨牌製）2級品（赤裏／黒裏）
- 花かるた 冨士櫻 ※印刷（日本骨牌製）3級品（赤裏／黒裏）
- 花かるた 都金天狗
- 株札 都銀天狗
- 株札 九一 ※印刷（日本骨牌製）
- 株札 龍虎 ※印刷
- 虫花 龍虎 ※印刷（赤裏／黒裏）
- 大連花 龍虎 ※印刷と手摺り併用（白地／金地）
- 大連花 千本桜 ※手摺り（赤裏／黒裏）
- 伊勢 龍虎 ※印刷
- 入の吉 龍虎 ※印刷
- 小松 龍虎 ※印刷
- 小松 鳳凰／金龍 ※印刷（赤裏／黒裏）［矢船保存会］
- 桜川 龍虎 ※印刷
- 小丸 龍虎 ※印刷
- ホンビキ用 木札 龍虎（手本引き用／賽本引き用）
- ホンビキ用 豆札 龍虎（松井天狗堂オリジナル／小原商店本店兼用）
- ホンビキ用 張札 龍虎（黒ピン／赤ピン／五色／黒白反転／黒黄反転，赤裏／黒裏）
- ホンビキ用 半丁札 （木製／紙製）
- 薄口花 ※印刷（赤裏／黒裏／金裏）
- 手摺り 四人用花かるた 龍虎 十三月花（赤裏／黒裏）［山口泰彦］
- 手摺り 四人用花かるた 龍虎 七七花（十四月花）（赤裏／黒裏）［手塚かるた工房］※限定100個
- 手摺り 復元 天正カルタ［三池カルタ・歴史資料館］※非売品

商品の銘柄は同一であっても、内封の札の加工や仕上げのほか、製作年代の違いなどによる細かいバリエーションが多数存在する。
戦前には、女王（エリザベス）、國粋、金鹿、牡丹、福壽、三光のブランドで印刷花札を製造販売していた。
戦前には、「まつ」というブランドで印刷花札を東京の清水白狐堂に卸していた。
大阪・松井天狗堂（当主：松井和三郎）では、朝鮮向けに、軍神印、朝日標、五福標、光字標、櫻印のブランドで花札を製造販売していた。
大阪・松井天狗堂（当主：松井和三郎）では、二福、五福、光字、さむらい、國粋、初春、天守、聖人、三笠山、菊と界、末廣（印刷大連花）、白牡丹（手摺り大連花）、日本櫻、千本櫻（手摺り大連花）のブランドで花札を製造販売していた。
1971年（昭和46年）当時の製品は、以下の通りである。
- 花札
  - 龍虎, 金龍 ‥‥ 生地4枚合せ手染裏
  - 菊華 ‥‥ 生地3枚合せ手染裏
  - 牡丹, 三光 ‥‥ 生地2枚合せ手染裏
  - 花吹雪 ‥‥ 洋紙印刷裏

- 株札
  - 龍虎 ‥‥ 生地4枚合せ手染裏
  - 九一, 金龍, 都銀天狗  ‥‥ 生地3枚合せ手染裏

- 虫札
  - 龍虎 ‥‥ 生地4枚合せ手染裏
  - 金龍, 都天狗  ‥‥ 生地3枚合せ手染裏